# Заплащането
„Заплащането“ (на английски: Paycheck) е научнофантастичен филм от 2003 година на режисьора Джон Ву, адаптация на едноименния разказ на Филип К. Дик.

## Актьорски състав
| Актьор        | Роля                  |
| ------------- | --------------------- |
| Бен Афлек     | Майкъл Дженингс       |
| Арън Екхарт   | Джеймс Ретрик         |
| Ума Търман    | Рейчъл Портър         |
| Колм Фиори    | Джон Улф              |
| Пол Джиамати  | Шорти                 |
| Джо Мортън    | агент Додж            |
| Майкъл Хол    | агент Клайн           |
| Питър Фридман | главен прокурор Браун |

## Награди и номинации
| Награда | Категория                        | Номиниран(и)                     | Резултат  |
| ------- | -------------------------------- | -------------------------------- | --------- |
| Сатурн  | Най-добър научнофантастичен филм | Най-добър научнофантастичен филм | номинация |